# Воппінджерс-Фоллс (Нью-Йорк)
Воппінджерс-Фоллс (англ. Wappingers Falls) — селище (англ. village) в США, в окрузі Дачесс штату Нью-Йорк. Населення — 6103 особи (2020).

## Географія
Воппінджерс-Фоллс розташований за координатами 41°35′53″ пн. ш. 73°55′1″ зх. д. / 41.59806° пн. ш. 73.91694° зх. д. (41.598157, -73.916967).  За даними Бюро перепису населення США в 2010 році селище мало площу 3,07 км², з яких 2,87 км² — суходіл та 0,20 км² — водойми.

## Демографія
Згідно з переписом 2010 року, у селищі мешкали 5522 особи в 2225 домогосподарствах у складі 1323 родин. Густота населення становила 1800 осіб/км².  Було 2443 помешкання (796/км²).
Расовий склад населення:
| - 72,5 % — білих - 7,4 % — чорних або афроамериканців - 4,8 % — азіатів - 0,3 % — корінних американців - 10,2 % — осіб інших рас |

До двох чи більше рас належало 4,9 %. Частка іспаномовних становила 26,2 % від усіх жителів.
За віковим діапазоном населення розподілялося таким чином: 22,9 % — особи молодші 18 років, 63,5 % — особи у віці 18—64 років, 13,6 % — особи у віці 65 років та старші. Медіана віку мешканця становила 35,5 року. На 100 осіб жіночої статі у селищі припадало 93,6 чоловіків;  на 100 жінок у віці від 18 років та старших — 92,5 чоловіків також старших 18 років.
Середній дохід на одне домашнє господарство  становив 62 959 доларів США (медіана — 57 536), а середній дохід на одну сім'ю — 69 541 долар (медіана — 59 956). Медіана доходів становила 51 686 доларів для чоловіків та 29 659 доларів для жінок. За межею бідності перебувало 13,1 % осіб, у тому числі 20,3 % дітей у віці до 18 років та 9,4 % осіб у віці 65 років та старших.
Цивільне працевлаштоване населення становило 2726 осіб. Основні галузі зайнятості: освіта, охорона здоров'я та соціальна допомога — 22,3 %, роздрібна торгівля — 20,1 %, будівництво — 11,3 %, фінанси, страхування та нерухомість — 8,0 %.